# مرج الحمام
۳۱°۵۴′۱۰٫۳″ شمالی ۳۵°۵۰′۴۷٫۲″ شرقی / ۳۱٫۹۰۲۸۶۱°شمالی ۳۵٫۸۴۶۴۴۴°شرقی
مرج الحمام (به عربی: مرج الحمام) شهری در استان عمان است که در کشور اردن واقع شده‌است. جمعیت این شهر ۳۰٫۱۷۳ نفر است.